# Antonio Porta
Pour les articles homonymes, voir Antonio Porta (homonymie).
Antonio Garcia Porta est un écrivain espagnol contemporain. Il est l'auteur de six romans, dont deux traduits et publiés en français : Les Conseils d’un disciple de Morrison à un fanatique de Joyce, en collaboration avec Roberto Bolano et Le Passant de Port Mahón.